# لورنزو آندرناچی
لورنزو آندرناچی (انگلیسی: Lorenzo Andrenacci؛ زادهٔ ۲ ژانویهٔ ۱۹۹۵) بازیکن فوتبال اهل ایتالیا است.
از باشگاه‌هایی که در آن بازی کرده‌است می‌توان به باشگاه فوتبال کومو و باشگاه فوتبال برشا اشاره کرد.